# Away (série de televisão)
Away é uma série de televisão americana de drama estrelada por Hilary Swank. Criada por Andrew Hinderaker, Away estreou na Netflix dia 4 de setembro de 2020. Em outubro de 2020, a Netflix cancelou a série após uma temporada.

## Premissa
Away segue a história "Emma Green, uma astronauta americana que deve deixar seu marido e filha adolescente para comandar uma tripulação espacial internacional que embarca em uma missão traiçoeira de três anos. É uma série sobre esperança, humanidade e como, em última análise, precisamos de um ao outro se quisermos alcançar coisas impossíveis."

## Elenco
- Hilary Swank como Emma Green
- Josh Charles como Matt Logan
- Thalita Bateman como Alexis Logan
- Ato Essandoh como Kwesi Weisberg-Abban
- Mark Ivanir como Misha Popov
- Ray Panthaki como Ram Arya
- Vivian Wu como Lu Wang
- Adam Irigoyen como Isaac Rodriguez
- Monique Gabriela Curnen como Melissa Ramirez

## Produção

### Desenvolvimento
Em 10 de junho de 2018, foi anunciado que a Netflix havia encomendado à produção da série para uma primeira temporada composta por dez episódios. A série foi escrita por Andrew Hinderaker, inspirada em um artigo da Esquire com o mesmo nome de Chris Jones. Os produtores executivos são Jason Katims, Matt Reeves e Adam Kassan. Hinderaker deveria atuar como co-produtor executivo e Rafi Crohn como co-produtor. As empresas de produção envolvidas com a série são True Jack Productions, 6th & Idaho e Universal Television. Michelle Lee, ex-chefe de desenvolvimento da True Jack Productions, que estava muito envolvida no desenvolvimento e venda do projeto para a Netflix, será creditada como produtora executiva no primeiro episódio da série. Lee deixou a True Jack Productions em dezembro de 2017. Jeni Mulein, que ingressou na empresa de produção como o novo chefe de desenvolvimento em abril de 2018, será ser creditada como co-produtora executiva no segundo a décimo episódio. Em 19 de outubro de 2018, foi relatado que Ed Zwick havia ingressado na produção como produtor executivo e que ele dirigiria o primeiro episódio da série.

### Seleção de elenco
Em 8 de agosto de 2019, foi anunciado que Talitha Bateman, Ato Essandoh, Mark Ivanir, Ray Panthaki e Vivian Wu haviam se juntado ao elenco.

### Filmagens
As gravações da primeira temporada começaram em 26 de agosto de 2019 e acabaram em 5 de fevereiro de 2020 em North Vancouver, Canadá.

## Episódios

### 1.ª temporada (2020)
| N.º na série | N.º na temp. | Título Original (Título no Brasil)       | Dirigido por         | Escrito por         | Lançamento            |
| --- | ------------ | ---------------------------------------- | -------------------- | ------------------- | --------------------- |
| 1 | 1            | ""Go"" "(Contagem regressiva)"           | Edward Zwick         | Andrew Hinderaker   | 4 de setembro de 2020 |
| Emma Green é a comandante de uma nave que vai para uma missão espacial até o planeta Marte. Durante a viagem para a Lua, até uma base de testes, um acidente envolvendo fogo dentro da nave colocou em dúvida a capacidade de comando de Green, que passou a ter suas atitudes questionadas por outros tripulantes da missão. O ocorrido passou a ser investigado pela NASA. Mais tarde Emma Green tem que enfrentar uma difícil decisão sobre continuar comandando a missão a Marte quando depois que seu marido Matt sofre um derrame e vai para o hospital com a filha adolescente do casal. O Atlas então parte para Marte da base de teste na Lua. |              |                                          |                      |                     |                       |
| 2 | 2            | ""Negative Return"" "(Retorno negativo)" | Jeffrey Reiner       | Jessica Goldberg    | 4 de setembro de 2020 |
| A missão encontra seu primeiro problema quando um dos três painéis solares, extremamente necessários para a energia elétrica, falha na hora de abrir totalmente. Emma e Misha fazem uma caminhada espacial fora da nave para consertar o problema que está interrompendo a abertura. Misha, que anteriormente duvidava da capacidade de Emma para liderar, revisa sua opinião sobre ela com base em seu desempenho. A filha adolescente de Emma e Matt, Alexis, lida com o estresse da missão de Emma e da hospitalização de Matt. |              |                                          |                      |                     |                       |
| 3 | 3            | ""Half the Sky"" "(Metade do céu)"       | Jeffrey Reiner       | Andrew Hinderaker   | 4 de setembro de 2020 |
| A República Popular da China ordena que a CNSA remova Mei Chen de sua atribuição como Atlas CAPCOM, quando descobrem que Lu, que é casada, e Mei são amantes. Jack Willmore, da NASA, toma o lugar de Mei e expõe o caso de Lu para a tripulação. Emma e Jack coordenam um telefonema clandestino para que Mei e Lu possam se despedir até se encontrarem novamente na Terra. Enquanto isso, Matt entra na fisioterapia e é informado de que seu médico não está otimista quanto à recuperação de sua capacidade de andar. Melissa, que ajuda Emma e Matt a cuidar da filha, tenta ajudar Alexis a retomar a escolaridade normal. |              |                                          |                      |                     |                       |
| 4 | 4            | ""Excellent Chariots"" "(Calafrios)"     | Bronwen Hughes       | Ellen Fairey        | 4 de setembro de 2020 |
| Ram contrai mononucleose infecciosa e tenta abrir a câmara de descompressão durante uma alucinação. Apesar do risco de infecção, a equipe trabalha junta para ajudá-lo. Ram se recupera e revela a Emma que está afastado de sua família, pois quando era jovem contraiu tifo e seu irmão morreu cuidando dele. Matt, após sugestão de outro paciente, considera ser reprovado no exame físico para maximizar o uso das instalações de reabilitação do hospital, mas decide não fazê-lo para cuidar de Alexis após saber que sua filha 'sumiu' na escola. Alexis se conecta com Isaac, um colega da escola secundária, que anda de motocross e cujo pai médico do exército foi morto em combate. |              |                                          |                      |                     |                       |
| 5 | 5            | ""Space Dogs"" "(Cachorros espaciais)"   | Bronwen Hughes       | Jason Katims        | 4 de setembro de 2020 |
| O Natal se aproxima e a tripulação faz as pazes com seus entes queridos antes que o Atlas perca o contato audiovisual quase instantâneo com a Terra. Misha cria fantoches para um show que apresenta para seus netos e filha distante, Natalya, que ele usa como uma alegoria para explicar sua vocação como cosmonauta. A visão de Misha piora e Ram prescreve que ele passe o máximo de tempo possível em seus aposentos, no campo de gravidade artificial da nave. Matt luta para viver em uma cadeira de rodas e ter seu cargo reduzido a um papel de consultor para a missão a Marte. Alexis foge para passar a missa do galo com Isaac, mas é pega voltando para casa por Matt. |              |                                          |                      |                     |                       |
| 6 | 6            | ""A Little Faith"" "(Fé)"                | David Boyd           | Janine Nabers       | 4 de setembro de 2020 |
| O sistema primário de recuperação de água do Atlas quebra e o sistema de backup é insuficiente para o restante da viagem. Misha sugere um plano arriscado para substituir o filtro principal pelo de reserva, mas não consegue realizá-lo porque mentiu no exame de vista e sua visão continua a piorar. A tripulação remonta o sistema de backup, mas ele só produz água a uma taxa de 50%, necessitando racionamento e morte das plantas de Kwesi. Através de um flashback, o jovem Kwesi é mostrado crescendo com pais adotivos na Inglaterra e aprendendo sobre a fé judaica. Matt conhece Isaac e avisa Alexis para não se juntar a Isaac para andar de motocross. |              |                                          |                      |                     |                       |
| 7 | 7            | ""Goodnight Mars"" "(Boa noite, Marte)"  | David Boyd           | Aditi Brennan Kapil | 4 de setembro de 2020 |
| Matt é trazido de volta para a equipe de suporte da missão de Marte para lidar com o problema contínuo da água no Atlas. Ram realiza avaliações psicológicas para seus companheiros de tripulação e está preocupado com o temperamento explosivo de Emma. Emma revelou estar desidratada, após ter usado um pouco de sua parte de água para manter viva uma das plantas de Kwesi. Alexis recebe uma mensagem de Emma desaprovando seu relacionamento com Isaac; ela anda de moto de forma imprudente e sofre um acidente, mas depois se reconcilia com os pais. Em um flashback, uma jovem Emma em treinamento da NASA descobre que está grávida e teme que isso vá destruir sua carreira, mas ela decide mantê-la com o apoio de Matt. |              |                                          |                      |                     |                       |
| 8 | 8            | ""Vital Signs"" "(Sinais vitais)"        | Charlotte Brändström | Chris Jones         | 4 de setembro de 2020 |
| O Controle da Missão perde contato com a nave de abastecimento da Atlas, Pegasus, que possui um sistema de recuperação de água altamente crítico, necessário para a sobrevivência da tripulação. Supondo que Pegasus tenha sido perdido, a NASA recomenda uma manobra de estilingue para trazer a tripulação para casa. Lu considera retornar sem pousar como uma falha, e sugere o uso de dados da sonda InSight na superfície marciana para verificar se houve um estrondo sônico de Pegasus entrando na atmosfera com sucesso. O estrondo sônico é detectado e Lu convence Emma a não perder a esperança de que o Pegasus pousou com segurança. Alexis decide fazer o teste para o gene CCM que causou o derrame de Matt. |              |                                          |                      |                     |                       |
| 9 | 9            | ""Spektr"" "(Spektr)"                    | Charlotte Brändström | Jessica Goldberg    | 4 de setembro de 2020 |
| Faltando duas semanas para chegar em Marte, o sistema de água falha de forma definitiva. Seguindo a recomendação da NASA, a tripulação precisa extrair água das bexigas protetoras usadas para proteção contra radiação nas paredes da nave. O primeiro plano para perfurar de dentro falha e a tripulação perde o uso de seus aposentos. O segundo plano de Emma e Ram fazendo uma caminhada no espaço para obter água de fora da nave, que foi uma ideia sugerida por Matt, acaba sendo bem-sucedido. Ram confessa que tem sentimentos românticos por Emma. Alexis passa a noite com Isaac sem o conhecimento de Matt. |              |                                          |                      |                     |                       |
| 10 | 10           | ""Home"" "(Em casa)"                     | Jet Wilkinson        | Andrew Hinderaker   | 4 de setembro de 2020 |
| O Atlas se prepara para pousar em Marte. Lu, que por insistência da RPC teve o privilégio de ser a primeira a pisar em Marte, recebe instruções da CNSA para que sua primeira foto em Marte seja tirada com o visor refletivo abaixado, escondendo o rosto. Emma sugere que Lu use esta oportunidade para alavancar a reintegração de Mei, mas sua tentativa não teve sucesso. Alexis pede desculpas a Matt por manter segredos sobre Isaac; Matt convida Isaac para se juntar às famílias no Controle da Missão para assistir à aterrissagem de Marte. Melissa confessa a Matt que tem sentimentos por ele. Emma e Ram lidam com as consequências de sua confissão para ela. O resultado do Lex é negativo para o gene CCM. Atlas pousa em Marte com segurança e a tripulação encontra a nave Pegasus de abastecimento que pousou nas proximidades. Quando Lu transmite sua foto para o Controle da Missão, é de toda a tripulação em pé junto com suas viseiras reflexivas para cima. |              |                                          |                      |                     |                       |